# La vida de nuestro señor Jesucristo
La vida de nuestro señor Jesucristo ist ein mexikanischer Spielfilm des Miguel Zacarías aus dem Jahr 1986. Der Film behandelt das Leben Jesu Christi. Er wurde erstmals im Jahr 1986 in Mexiko ausgestrahlt.

## Handlung
Gott erschafft im Garten Eden Adam und Eva nach seinem Bilde. Doch nachdem diese von der verbotenen Frucht des Baums der Erkenntnis probiert haben, werden sie aus dem Paradies vertrieben.
Um die Menschen von der damit verbundenen Erbsünde zu befreien, sendet er ihnen seinen Sohn Jesus Christus als Erlöser. Seiner Mutter Maria erscheint ein Engel und prophezeit ihr, sie werde einen Sohn gebären. Als Kaiser Augustus eine Volkszählung durchführen lässt, reisen die schwangere Maria und ihr Verlobter Josef von Nazaret nach Bethlehem. Da sie keinen Platz mehr in der Herberge finden, kommen sie in einem Stall mit Krippe unter.
Jesus kommt zur Welt und wird von in der Nähe lagernden Hirten besucht, die ihm huldigen, nachdem ein Engel ihnen die Geburt des Messias verkündet hatte. Die Propheten Simeon und Hanna erkennen in dem Neugeborenen den Messias. Zur gleichen Zeit reisen Caspar, Melchior und Balthasar, drei Weise aus dem Morgenland, von einem Stern geleitet ebenfalls nach Bethlehem, huldigen Jesus und schenken ihm Gold, Weihrauch und Myrrhe. Sie prophezeien Maria Jesu Opfertod am Kreuz.
Als Kleinkind erlebt Jesus den Alltag unter der römischen Besatzung, befreundet sich mit Johannes, dem Sohn von Marias Verwandter Elisabet, und vollbringt erste Wunder. Inzwischen ordnet der ruhelose Herodes, um den prophezeiten König aus dem Weg zu räumen, an, auf einem Fest für Kinder alle männlichen Kinder bis zum Alter von drei Jahren zu töten. Maria schafft es jedoch, mit Jesus zu fliehen. Zur gleichen Zeit weist ein Engel Josef an, mit Maria und Jesus nach Ägypten zu fliehen.
In Ägypten freundet sich Jesus mit dem Hund Amroth an. Joseph lehnt den Auftrag, ein Kreuz für einen Kriminellen anzufertigen ab. Er und Maria beschließen, nach Nazareth zurückzukehren. Jesus wächst heran, beschäftigt sich mit seinem Hund Amroth und erlernt den Beruf des Tischlers.
Auf einer Pilgerreise mit dem zwölfjährigen Jesus zum Tempel nach Jerusalem während des Pessachfestes fällt dieser durch seine weisen Worte auf. Während Maria und Josef sich mit Johannes auf dem Heimweg machen, bleibt Jesus zurück und diskutiert mit den Hohepriestern. Unterwegs bemerken Maria und Josef das Fehlen Jesu, kehren um und finden ihn schließlich im Tempel im Zwiegespräch mit den Hohepriestern. Auf Marias Vorhaltungen entgegnet Jesus, im Tempel seines Vaters gewesen zu sein.
Viele Jahre später wirkt der erwachsene Johannes als Täufer. Jesus kommt zu Johannes, um sich von ihm taufen zu lassen. Nach seiner Taufe verbringt Jesus 40 Tage und Nächte fastend in der Wüste und wird vom Satan in Versuchung geführt.
Unterdessen wird Johannes wegen Aufruhr des Volkes verhaftet. Als er Herodes Antipas zum Vorwurf macht, dass er die Ehefrau seines verstorbenen Bruders geheiratet hat, wird er in den Kerker geworfen. Von den Tanzkünsten seiner Stieftochter Salome beeindruckt, erfüllt Herodes Antipas ihren Wunsch nach dem Kopf von Johannes und lässt den Täufer hinrichten.
In der Zwischenzeit versammelt Jesus Andreas, Simon Petrus, Johannes und Jakobus der Ältere, Philippus, Bartholomäus, Matthäus, Judas Iskariot als Jünger um sich. Als auf der Hochzeit zu Kana der Weinvorrat zu Ende geht, verwandelt Jesus auf die Bitte seiner Mutter um Hilfe Wasser in Wein. Wenig später heilt er einen Besessenen und einen Kranken, muss sich mit den Hohepriestern auseinandersetzen, als er am Sabbat einen Blinden heilt, tröstet eine Mutter, indem er ihren kürzlich verstorbenen Sohn wieder zum Leben erweckt, bewahrt eine Ehebrecherin vor der Steinigung, heilt einen Gelähmten in Bethesda, sättigt am See Genezareth tausende von Menschen durch Brotvermehrung, hält die Bergpredigt und erweckt seinen verstorbenen Freund Lazarus von den Toten.
Nach seinem Einzug in Jerusalem vertreibt er die Händler aus dem Tempel und zieht damit den Zorn der Hohepriester auf sich. Kurz darauf erweckt er die verstorbene Tochter des Jairus wieder zum Leben. Nachdem Jesus die Hohepriester als Heuchler bezeichnet, reift in ihnen der Entschluss, Jesus zu töten.
Während des Letzten Abendmahls wird Jesus von Judas Iskariot für 30 Silberlinge verraten. Jesus prophezeit Simon Petrus, dass dieser ihn dreimal verleugnen werde. Im Garten Gethsemane wartet Jesus gemeinsam mit den Jüngern auf die Schächer und wird von Judas durch einen Kuss verraten. Statthalter Pontius Pilatus findet keine Schuld an ihm; Herodes Antipas drückt seine Verachtung gegenüber Jesus aus. Jesus wird von den Soldaten gegeißelt. Das Volk verlangt von Pilatus, statt Jesus den Verbrecher Barabbas freizulassen. Pilatus verurteilt Jesus zum Tod durch Kreuzigung.
Während des Kreuzwegs und der Kreuzigung Jesu bereut Judas seinen Verrat und wirft die Silberlinge in den Tempel. Nach Jesu Auferstehung zweifelt Jünger Thomas und glaubt erst, als Jesus den Jüngern erscheint. Nachdem Jesus mit den Jüngern das Vaterunser betet, werden diese Zeugen von Jesu Himmelfahrt.

## Hintergrund
Der Film wurde aus Szenenmaterial der ebenfalls von Miguel Zacarías gedrehten Filme
- El pecado de Adán y Eva (1969)
- Jesús, el niño Dios (1971)
- Jesús, María y José (1972) und
- Jesús, nuestro Señor (1971)

zusammengestellt. Er wird alljährlich zu Ostern im Fernsehsender Univision ausgestrahlt.